# Meeting International Mohammed VI d’Athlétisme de Rabat 2022
Das 20. Meeting International Mohammed VI d’Athlétisme de Rabat 2022 war ein Leichtathletik-Meeting, welches am 5. Juni 2022 im Stade Moulay Abdallah im marokkanischen Rabat stattfand und Teil der Diamond League war.

## Ergebnisse

### Männer

#### 200 m
| Platz | Athlet             | Land | Zeit (s) |
| ----- | ------------------ | ---- | -------- |
| 1     | Kenneth Bednarek   | USA  | 20,21    |
| 2     | Luxolo Adams       | RSA  | 20,35    |
| 3     | Fausto Desalu      | ITA  | 20,54    |
| 4     | Yancarlos Martínez | DOM  | 20,69    |
| 5     | Jerome Blake       | JAM  | 20,74    |
| 6     | Isaac Makwala      | BOT  | 20,87    |
| 7     | William Reais      | SUI  | 21,38    |
| 8     | Mehdi Takordmioui  | MAR  | 21,57    |

Wind: +2,0 m/s

#### 800 m
| Platz | Athlet                       | Land | Zeit (min) |
| ----- | ---------------------------- | ---- | ---------- |
| 1     | Emmanuel Wanyonyi            | KEN  | 1:45,47    |
| 2     | Nijel Amos                   | BOT  | 1:45,66    |
| 3     | Gabriel Tual                 | FRA  | 1:45,71    |
| 4     | Collins Kipruto              | KEN  | 1:46,29    |
| 5     | Amel Tuka                    | BIH  | 1:46,53    |
| 6     | Abdelati el-Guesse           | MAR  | 1:46,79    |
| 7     | Mostafa Smaili               | MAR  | 1:46,86    |
| 8     | Emmanuel Korir               | KEN  | 1:46,93    |
| 9     | Michael Saruni               | KEN  | 1:47,60    |
| 10    | Ferguson Cheruiyot Rotich    | KEN  | 1:47,72    |
| 11    | Mariano García               | ESP  | 1:48,48    |
|       | Patryk Sieradzki (Pacemaker) | POL  | DNF        |

#### 1500 m
| Platz | Athlet                       | Land | Zeit (min) |
| ----- | ---------------------------- | ---- | ---------- |
| 1     | Jake Wightman                | GBR  | 3:32,63    |
| 2     | Jake Heyward                 | GBR  | 3:33,54    |
| 3     | Abdelatif Sadiki             | MAR  | 3:33,93    |
| 4     | Charles Grethen              | LUX  | 3:34,33    |
| 5     | Ismael Debjani               | BEL  | 3:34,39    |
| 6     | Samuel Zeleke                | ETH  | 3:34,80    |
| 7     | Mohamed Katir                | ESP  | 3:34,95    |
| 8     | Hicham Ouladha               | MAR  | 3:35,48    |
| 9     | el-Hassane Moujahid          | MAR  | 3:35,97    |
| 10    | Baptiste Mischler            | FRA  | 3:36,11    |
| 11    | William Paulson              | CAN  | 3:38,23    |
| 12    | Jimmy Gressier               | FRA  | 3:39,47    |
| 13    | Hafid Rizqy                  | MAR  | 3:40,15    |
| 14    | Moa Abounnachat Bollerød     | NOR  | 3:41,16    |
| 15    | Azeddine Habz                | FRA  | 3:41,22    |
|       | Alberto Guerrero (Pacemaker) | ESP  | DNF        |

#### 400 m Hürden
| Platz | Athlet           | Land | Zeit (s) |
| ----- | ---------------- | ---- | -------- |
| 1     | Khallifah Rosser | USA  | 48,25    |
| 2     | Rasmus Mägi      | EST  | 48,73    |
| 3     | Wilfried Happio  | FRA  | 49,27    |
| 4     | Yasmani Copello  | TUR  | 49,29    |
| 5     | Jaheel Hyde      | JAM  | 49,35    |
| 6     | Ludvy Vaillant   | FRA  | 49,74    |
| 7     | Saad Hinti       | MAR  | 52,98    |
|       | Karsten Warholm  | NOR  | DNF      |

#### 3000 m Hindernis
| Platz                         | Athlet                          | Land | Zeit (min)    |
| ----------------------------- | ------------------------------- | ---- | ------------- |
| 1                             | Soufiane el-Bakkali             | MAR  | 7:58,28 WL MR |
| 2                             | Lamecha Girma                   | ETH  | 7:59,24       |
| 3                             | Hailemariyam Amare              | ETH  | 8:06,29       |
| 4                             | Conseslus Kipruto               | KEN  | 8:12,47       |
| 5                             | Avinash Sable                   | IND  | 8:12,48 NR    |
| 6                             | Hillary Bor                     | USA  | 8:13,12       |
| 7                             | Mehdi Belhadj                   | FRA  | 8:16,35       |
| 8                             | Benjamin Kigen                  | KEN  | 8:17,32       |
| 9                             | Abraham Kibiwot                 | KEN  | 8:18,78       |
| 10                            | Salaheddine Ben Yazide          | MAR  | 8:19,63       |
| 11                            | Mohamed Tindouft                | MAR  | 8:27,52       |
|                               | Abderrafia Bouassel (Pacemaker) | MAR  | DNF           |
| Wilberforce Kones (Pacemaker) | KEN                             | DNF  |               |

#### Weitsprung
| Platz | Athlet              | Land | Weite (m) |
| ----- | ------------------- | ---- | --------- |
| 1     | Miltiadis Tendoglou | GRC  | 8,27      |
| 2     | Simon Ehammer       | SUI  | 8,13      |
| 3     | Maykel Massó        | CUB  | 8,08      |
| 4     | Thobias Montler     | SWE  | 8,04      |
| 5     | Emiliano Lasa       | URU  | 7,89 w    |
| 6     | Ruswahl Samaai      | RSA  | 7,73      |
| 7     | JuVaughn Harrison   | USA  | 7,64      |
| 8     | Yasin Hajjaji       | MAR  | 7,38      |

#### Diskuswurf
| Platz | Athlet              | Land | Weite (m) |
| ----- | ------------------- | ---- | --------- |
| 1     | Kristjan Čeh        | SVN  | 69,68     |
| 2     | Daniel Ståhl        | SWE  | 67,16     |
| 3     | Matthew Denny       | AUS  | 67,07 NR  |
| 4     | Andrius Gudžius     | LTU  | 66,53     |
| 5     | Lukas Weißhaidinger | AUT  | 65,64     |
| 6     | Sam Mattis          | USA  | 64,17     |
| 7     | Lawrence Okoye      | GBR  | 63,42     |
| 8     | Alex Rose           | SAM  | 63,25     |
| 9     | Simon Pettersson    | SWE  | 62,34     |
| 10    | Fedrick Dacres      | JAM  | 61,34     |

### Frauen

#### 100 m
| Platz | Athletin              | Land | Zeit (s) |
| ----- | --------------------- | ---- | -------- |
| 1     | Elaine Thompson-Herah | JAM  | 10,83    |
| 2     | Marie-Josée Ta Lou    | CIV  | 11,04    |
| 3     | Natasha Morrison      | JAM  | 11,22    |
| 4     | Lorène Bazolo         | POR  | 11,42    |
| 5     | Ajla Del Ponte        | SUI  | 11,42    |
| 6     | Hajar Eddou           | MAR  | 11,84    |
|       | Anthonique Strachan   | BAH  | DNF      |

Wind: +0,3 m/s

#### 400 m
| Platz | Athletin                | Land | Zeit (s) |
| ----- | ----------------------- | ---- | -------- |
| 1     | Marileidy Paulino       | DOM  | 50,10    |
| 2     | Sada Williams           | BAR  | 50,74    |
| 3     | Stephenie Ann McPherson | JAM  | 51,37    |
| 4     | Sophie Becker           | IRL  | 51,84    |
| 5     | Lada Vondrová           | CZE  | 52,07    |
| 6     | Cátia Azevedo           | POR  | 52,23    |
| 7     | Phil Healy              | IRL  | 52,28    |
| 8     | Camille Laus            | BEL  | 52,77    |

#### 1500 m
| Platz                       | Athletin                    | Land | Zeit (min) |
| --------------------------- | --------------------------- | ---- | ---------- |
| 1                           | Hirut Meshesha              | ETH  | 3:57,30 PB |
| 2                           | Freweyni Hailu              | ETH  | 3:58,18    |
| 3                           | Axumawit Embaye             | ETH  | 3:58,80    |
| 4                           | Georgia Griffith            | AUS  | 4:00,16 PB |
| 5                           | Claudia Bobocea             | ROU  | 4:02,07    |
| 6                           | Habitam Alemu               | ETH  | 4:02,50    |
| 7                           | Winnie Nanyondo             | UGA  | 4:02,74    |
| 8                           | Edinah Jebitok              | KEN  | 4:02,96    |
| 9                           | Linden Hall                 | AUS  | 4:03,29    |
| 10                          | Melissa Courtney-Bryant     | GBR  | 4:04,40    |
| 11                          | Aurore Fleury               | FRA  | 4:04,78    |
| 12                          | Elise Vanderelst            | BEL  | 4:05,16    |
| 13                          | Kristiina Mäki              | CZE  | 4:05,30    |
| 14                          | Tigist Ketema               | ETH  | 4:07,01    |
| 15                          | Lore Hoffmann               | SUI  | 4:07,09    |
|                             | Kesanet Alemu (Pacemakerin) | ETH  | DNF        |
| Ellie Sanford (Pacemakerin) | AUS                         | DNF  |            |
| Meryeme Azrour              | MAR                         | DNF  |            |

#### 3000 m
| Platz                         | Athletin                     | Land | Zeit (min) |
| ----------------------------- | ---------------------------- | ---- | ---------- |
| 1                             | Mercy Cherono                | KEN  | 8:40,29    |
| 2                             | Amy-Eloise Markovc           | GBR  | 8:40,32    |
| 3                             | Medina Eisa                  | ETH  | 8:41,42    |
| 4                             | Gloria Kite                  | KEN  | 8:41,81    |
| 5                             | Maureen Koster               | NED  | 8:42,28    |
| 6                             | Tsiyon Abebe                 | ETH  | 8:44,82    |
| 7                             | Rose Davies                  | AUS  | 8:49,86    |
| 8                             | Marta García                 | ESP  | 8:51,04    |
| 9                             | Ikram Ouaaziz                | MAR  | 9:04,32    |
|                               | Sarah Billings (Pacemakerin) | AUS  | DNF        |
| Solange Pereira (Pacemakerin) | ESP                          | DNF  |            |

#### Hochsprung
| Platz | Athletin              | Land | Weite (m) |
| ----- | --------------------- | ---- | --------- |
| 1     | Jaroslawa Mahutschich | UKR  | 1,96      |
| 2     | Iryna Heraschtschenko | UKR  | 1,93      |
| 3     | Nicola Olyslagers     | AUS  | 1,93      |
| 4     | Nadeschda Dubowizkaja | KAZ  | 1,93      |
| 5     | Morgan Lake           | GBR  | 1,90      |
| 6     | Elena Vallortigara    | ITA  | 1,90      |
| 7     | Julija Lewtschenko    | UKR  | 1,85      |
| 7     | Maja Nilsson          | SWE  | 1,85      |
| 9     | Marija Vuković        | MNE  | 1,80      |

#### Stabhochsprung
| Platz     | Athletin               | Land | Weite (m) |
| --------- | ---------------------- | ---- | --------- |
| 1         | Sandi Morris           | USA  | 4,65      |
| 2         | Nina Kennedy           | AUS  | 4,65      |
| 3         | Katerina Stefanidi     | GRC  | 4,55      |
| 4         | Holly Bradshaw         | GBR  | 4,55      |
| 5         | Maryna Kylypko         | UKR  | 4,45      |
| 5         | Tina Šutej             | SVN  | 4,45      |
| 7         | Nikoleta Kyriakopoulou | GRC  | 4,30      |
|           | Katie Nageotte         | USA  | NMH       |
| Xu Huiqin | CHN                    | NMH  |           |

#### Dreisprung
| Platz | Athletin          | Land | Weite (m) |
| ----- | ----------------- | ---- | --------- |
| 1     | Thea LaFond       | DMA  | 14,46     |
| 2     | Shanieka Ricketts | JAM  | 14,43     |
| 3     | Neja Filipič      | SVN  | 14,42     |
| 4     | Patrícia Mamona   | POR  | 14,35     |
| 5     | Liadagmis Povea   | CUB  | 14,27     |
| 6     | Leyanis Pérez     | CUB  | 14,20     |
| 7     | Ana José Tima     | DOM  | 13,87     |
| 8     | Hanna Minenko     | ISR  | 13,81     |